# Louis de Gonzague Belley
Pour les articles homonymes, voir Belley (homonymie).
Louis de Gonzague Belley (3 février 1863 - 9 juillet 1930) est un avocat et homme politique fédéral et municipal du Québec.

## Biographie
Né à Saint-Alexis-de-la-Grande-Baie dans le Canada-Est, il devint député du Parti conservateur dans la circonscription fédérale de Chicoutimi—Saguenay lors de l'élection partielle de 1892 déclenché après la destitution du député Paul Vilmond Savard. Il fut défait par Savard en 1896 et dans Charlevoix—Montmorency par le libéral Pierre-François Casgrain en 1921. Peu avant les élections de 1921, il fut nommé ministre des Postes dans le cabinet d'Arthur Meighen.
Il fut aussi échevin de la ville de Chicoutimi en 1891 et de 1901 à 1907 année où il deviendra maire de cette municipalité du 13 août 1907 au 1er octobre 1908.

## Source
- Raymond Desgagné, « Orateurs Saguenéens », dans Saguenayensia, Vol. 3, no 2, Mars-Avril 1961, p. 39-41.
- Russel Bouchard, La vie quotidienne à Chicoutimi au temps des fondateurs. Extraits des mémoires de la famille Petit 1888-1891, Chicoutimi-Nord, p. 217.